# Sonja Gerhardt
Sonja Gerhardt (Berlim, 2 de abril de 1989) é uma atriz alemã. Ela é mais conhecida por seus papéis na série de televisão Schmetterlinge im Bauch, Deutschland 83 e Ku'damm 56.

## Carreira
Sonja Gerhardt começou sua carreira como dançarina no conjunto infantil Berlin Revue do Theater Friedrichstadt-Palast.
De 2006 a 2007 ela apareceu pela primeira vez na televisão na telenovela Schmetterlinge im Bauch. Em 2008 ela estrelou ao lado Jimi Blue Ochsenknecht o papel principal no filme Sommer.
Em 2012, ela apareceu em um dos papéis principais da adaptação do conto de fadas Schneeweißchen und Rosenrot. Em 2014, ela filmou para Sat.1, The Schlikkerwomen.
Em 2015, ela apareceu na série Deutschland 83. Por sua atuação no telefilme Ku'damm 56 e Jack the Ripper ela foi homenageada em 2017 com o German Television Prize e o Jupiter Award. Ela também foi indicada para o Bambi em 2016 e ao Emmy Internacional no ano seguinte.
Gerhardt mora em Berlim.

## Filmografia
- 2006: Schmetterlinge im Bauch
- 2008: Sommer
- 2008: In aller Freundschaft
- 2008: Sklaven und Herren
- 2009: Die Wilden Hühner und das Leben
- 2009: Vulkan
- 2009: WAGs
- 2010: Im Spessart sind die Geister los
- 2010: Der Doc und die Hexe
- 2010: SOKO Stuttgart (episódio: Killesbergbaby)
- 2010: Die Jagd nach der Heiligen Lanze
- 2010: Polizeiruf 110 (episódio: Risiko)
- 2010: Das fremde Mädchen
- 2010: Tatort (episódio: Borowski und eine Frage von reinem Geschmack)
- 2010: Ein Date fürs Leben
- 2010: Doctor’s Diary
- 2011: Die Verführung – Das fremde Mädchen
- 2011: Großstadtrevier (episódio: Vertauscht)
- 2011: Küstenwache (episódio: Letzte Warnung)
- 2011: Krauses Braut
- 2011: Das Traumschiff (episódio: Kambodscha)
- 2011: Mein eigen Fleisch und Blut
- 2011: Rosa Roth (Episódio: Bin ich tot?)
- 2012: Die Jagd nach dem Bernsteinzimmer
- 2012: Türkisch für Anfänger
- 2012: Mittlere Reife
- 2012: Heiraten ist auch keine Lösung
- 2012: Auf Herz und Nieren
- 2012: Danni Lowinski
- 2012: Schneeweißchen und Rosenrot
- 2013: Flaschenpost an meinen Mann
- 2013: Tape_13
- 2013: Heiter bis tödlich: Hauptstadtrevier
- 2014: #Vegas
- 2014: Die Schlikkerfrauen
- 2014: Weihnachten für Einsteiger
- 2014: Dessau Dancers
- 2015: Deutschland 83